# Land- und Stadtgericht Meschede
Das Land- und Stadtgericht Meschede war von 1839 bis 1849 ein preußisches Land- und Stadtgericht mit Sitz in Meschede.

## Geschichte
Das Land- und Stadtgericht Meschede entstand zum 1. Januar 1839 aus dem aufgelösten Justizamt Meschede sowie den Steuergemeinden Eslohe, Reiste, Salwey und Wenholthausen aus dem aufgelösten Justizamt Eslohe. Im Sprengel lebten anfangs 12.163 Gerichtseingesessene. Am Gericht waren ein Direktor, zwei Assessoren und sechs nicht-richterliche Mitarbeiter beschäftigt.
Nach der Märzrevolution wurden in Preußen die Patrimonialgerichte abgeschafft und einheitlich Kreisgerichte geschaffen. Das Land- und Stadtgericht Meschede wurde aufgelöst und stattdessen die Gerichtsdeputation Meschede des Kreisgerichts Arnsberg im Bezirk des Appellationsgerichts Arnsberg geschaffen.